# Эстонский референдум о независимости (1991)
Референдум о независимости Эстонии от СССР (эст. Referendum Eesti Vabariigi iseseisvuse taastamise küsimuses) был проведен в Эстонии 3 марта 1991 года, одновременно со схожим опросом в Латвии. На нём был вынесен вопрос:

 
Вы за восстановление независимости и национального суверенитета Эстонской Республики?
Оригинальный текст (эст.)Kas teie tahate Eesti Vabariigi riikliku iseseisvuse ja sõltumatuse taastamist?

Положение было утверждено голосами 78,4% избирателей с явкой в 82,9% избирателей. Спустя 8 дней Дания признала независимость Эстонии.

## Результаты референдума
| Да или нет                | Голосов   | Процент   |
| ------------------------- | --------- | --------- |
| Да                        | 737,964   | 78,4 %    |
| Нет                       | 203,199   | 21,6 %    |
| Всего голосов             | 948,130   | 100,00 %  |
| Явка                      | 82,9 %    | 82,9 %    |
| Электорат                 | 1,144,309 | 1,144,309 |
| Источник: Nohlen & Stöver |           |           |